# 신학회
신학회(神學會)는 신학자 (기독교)들이 결성한 기독교 단체로서 신학의 전공(구약신학, 신약신학, 조직신학, 역사신학, 실천신학)에 따라서 학회가 조직된다. 분야별 주제에 대한 최근의 연구들과 시대에 문제들을 성경과 역사적 정통신학의 관점에서 이해하고 발표하는 것을 목적으로 한다. 세계적으로 유명한 신학회는 세계칼빈학회, 세계개혁신학회,  성서학회(SBL), 세계구약학회(SOTS), 그리고 세계신약학회(SNTS) 같은 단체들이 있다.

## 개요
한국의 대표적인 신학회는 크게 한국기독교학회, 한국복음주의 신학회, 한국개혁신학회, 개혁신학회, 한국칼빈학회, 한국장로교 신학회, 한국성경신학회, 개혁주의 생명신학회, 한국복음주의 조직신학회, 개혁주의이론실천학회, 한국성경적상담학회, 민중신학회가 있고, 전공별 신학회로는 한국 구약학회, 복음주의 구약학회, 한국복음주의선교신학회, 한국복음주의 조직신학회있는 등 세분화되어 있다. 기타 한국종교학회, 기독교통일학회가 있다.

## 신학포럼과 기념 사업회
한국의 모든 신학자들은 신학회에 대부분 가입이 되어있다. 자신들의 연구분야에 따라 새로운 이론과 주장을 펼치는 장이다. 같은 전공의 여러 학자들에 의해 연구의 결과들에 대하여 평가를 받음으로 객관적인 신학이 형성되어 가는 곳이다. 신학회는 아니지만 다양한 형태의 학술적 모임으로 창조론오픈 포럼과 같은 신학포럼이 있고, 한국기독교100주년 기념사업회, 요한 칼빈 탄생 500주년 기념사업회, 종교개혁500주년기념사업회, 개혁교회종교개혁500주년기념사업회 등이 있다.

## 역할
신학회의 역할을 한국교회를 인도하는 면에서 결정적이다. 신학회의 방향에 따라 교회의 방향이 바뀌며 신학회의 특성에 따라 교회의 모습이 변화하게 된다. 21세기 한국 신학회 가운데 급진적 좌파적 모임이 아직 공식적으로 형성되지 않았다.

## 미래 과제
위기의 한국교회를 위한 대안을 신학회가 제시할 것이 요구되고 있다. 지구촌의 여러 문제점에 대해 신학회 회원들이 책임있게 연구하고 실질적인 도움이 제시될 과제를 안고 있다.

## 같이 보기
- 세계칼빈학회,
- 세계개혁신학회
- 미국 복음주의 신학회
- 성서학회(SBL)
- 세계구약학회(SOTS)
- 세계신약학회(SNTS)
- 신학교
- 신학자 (기독교)